# 新开湖

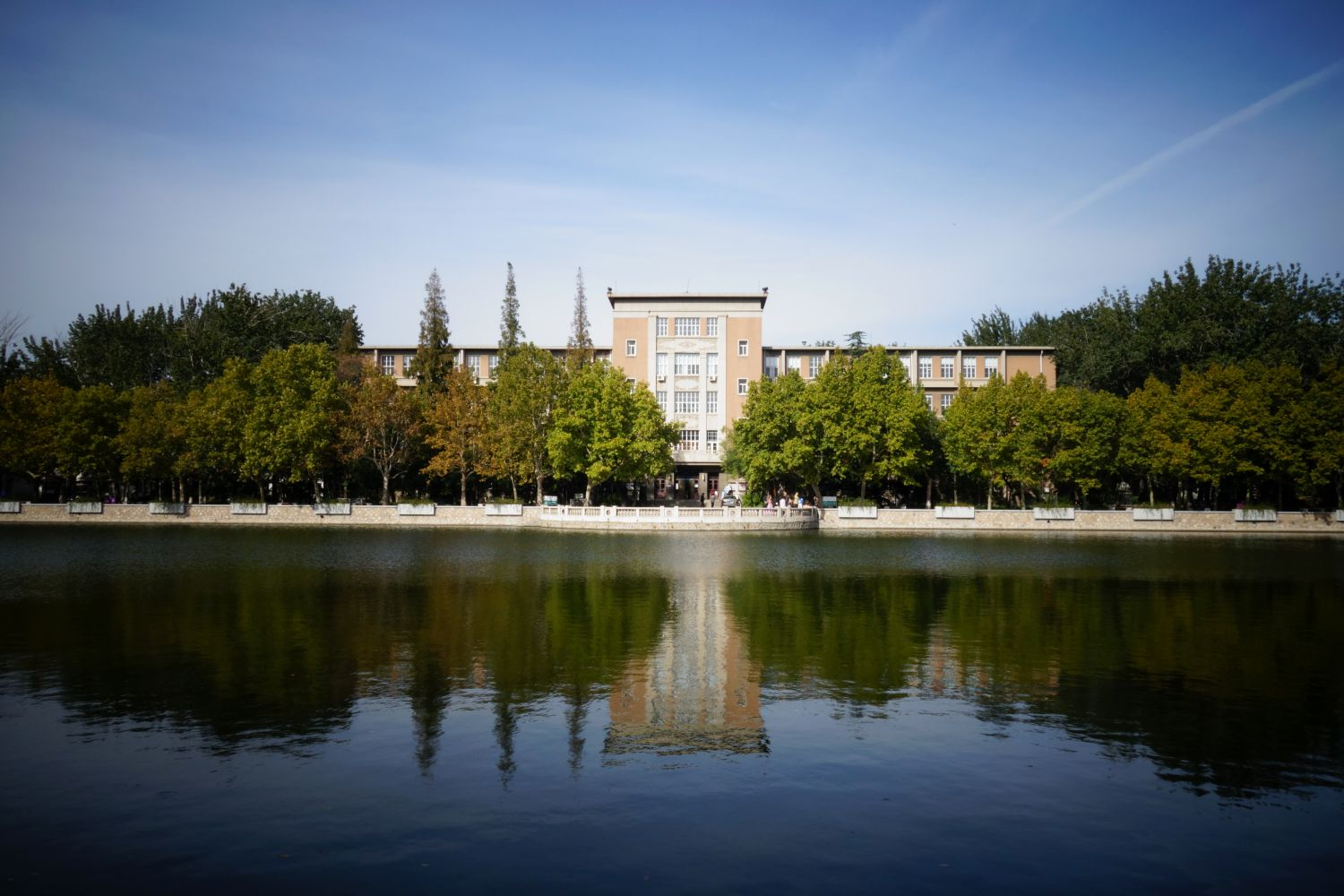
新开湖旁的南开大学老图书馆

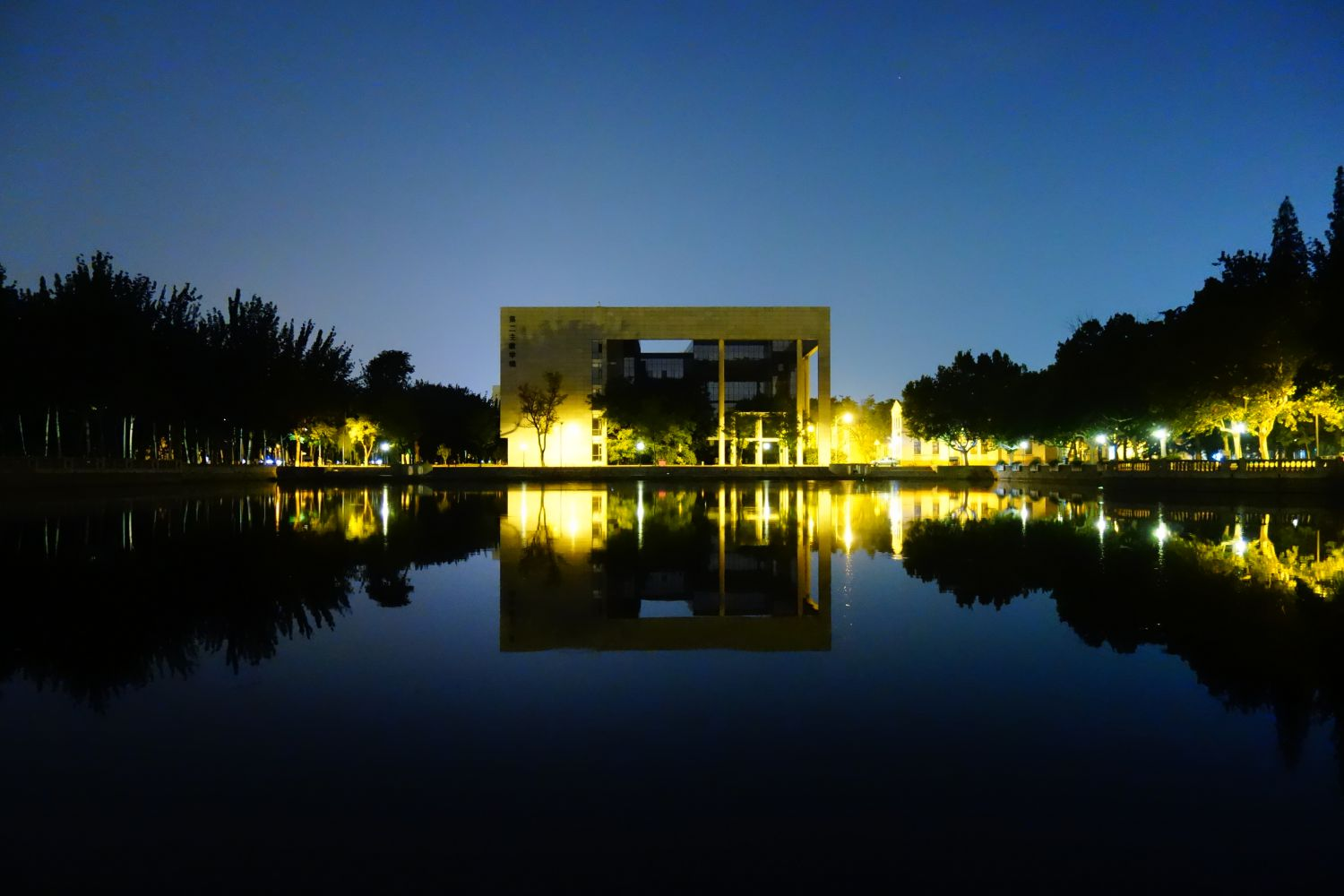
新开湖夜景

新开湖，位于南开大学八里台校区内，是1954年南开大学在校园内新开挖的人工湖泊。取新开挖的湖和新的南开双重含义，被命名为新开湖。